# Polydesmus tambanus
Polydesmus tambanus är en mångfotingart som beskrevs av Carl Graf Attems 1901. Polydesmus tambanus ingår i släktet Polydesmus och familjen plattdubbelfotingar. Inga underarter finns listade i Catalogue of Life.